# Рівне (Могилів-Подільський район)
Рі́вне — село в Україні, у Мурованокуриловецькій селищній громаді Могилів-Подільського району Вінницької області. Населення становить 971 осіб.

## Географія
Село Рівне розташоване за 115 км від обласного центру, 33 км районного центру та 10 км від адміністративного центру селищної громади, на обох берегах річки Караєць. У селі річка Сухий Караєць впадає у Караєць, ліву притоку Дністра. Найближча залізнична станція — Вендичани (за 15 км). 

## Історія
7 (20) листопада 1917 року, відповідно до Третього Універсалу Української Центральної Ради, увійшло до складу Української Народної Республіки.
Під час антигетьманських виступів у серпні 1918 року в селі відбувся бій повстанців-республіканців та австро-угорських сил. Через артилерійський обстріл села австрійцями згоріло 157 дворів. У квітні 1922 року у Рівному створюється трудова сільськогосподарська спілка, а в березні 1923 року — товариство спільного обробітку землі «Самопоміч».
12 червня 2020 року, відповідно до Розпорядження Кабінету Міністрів України № 707-р «Про визначення адміністративних центрів та затвердження територій територіальних громад Вінницької області», увійшло до складу Мурованокуриловецької селищної громади.
19 липня 2020 року, в результаті адміністративно-територіальної реформи та ліквідації Мурованокуриловецького району, село увійшло до складу новоутвореного Могилів-Подільського району.

## Населення

### Мова
Розподіл населення за рідною мовою за даними перепису 2001 року:
| Мова       | Відсоток |
| ---------- | -------- |
| українська | 98,25 %  |
| російська  | 1,34 %   |

## Об'єкти соціальної сфери
- Середня загальноосвітня школа.
- Клуб.
- Бібліотека.

## Пам'ятки
У селі зберігся будинок садиби Росцишевських (середина XIX століття) — пам'ятка архітектури місцевого значення (охоронний № 142-М). В селі споруджено пам'ятник 121 воїну-односельцю, що загинули від рук німецько-фашистських загарбників (пам'ятка історії місцевого значення, охоронний № 387), розташований біля контори КСП. Також на кладовищі є братська могила 49 жителів села, спалених фашистами (пам'ятка історії місцевого значення, охоронний № 625).

## Природно-заповідний фонд
В околицях села знаходяться об'єкти природно-заповідного фонду — ландшафтні заказники місцевого значення Караєцький та Яришівська гора.

## Особистість
- Духовний Бенціон Ізраїльович (1886—1937) — член Української Центральної Ради.

## Галерея

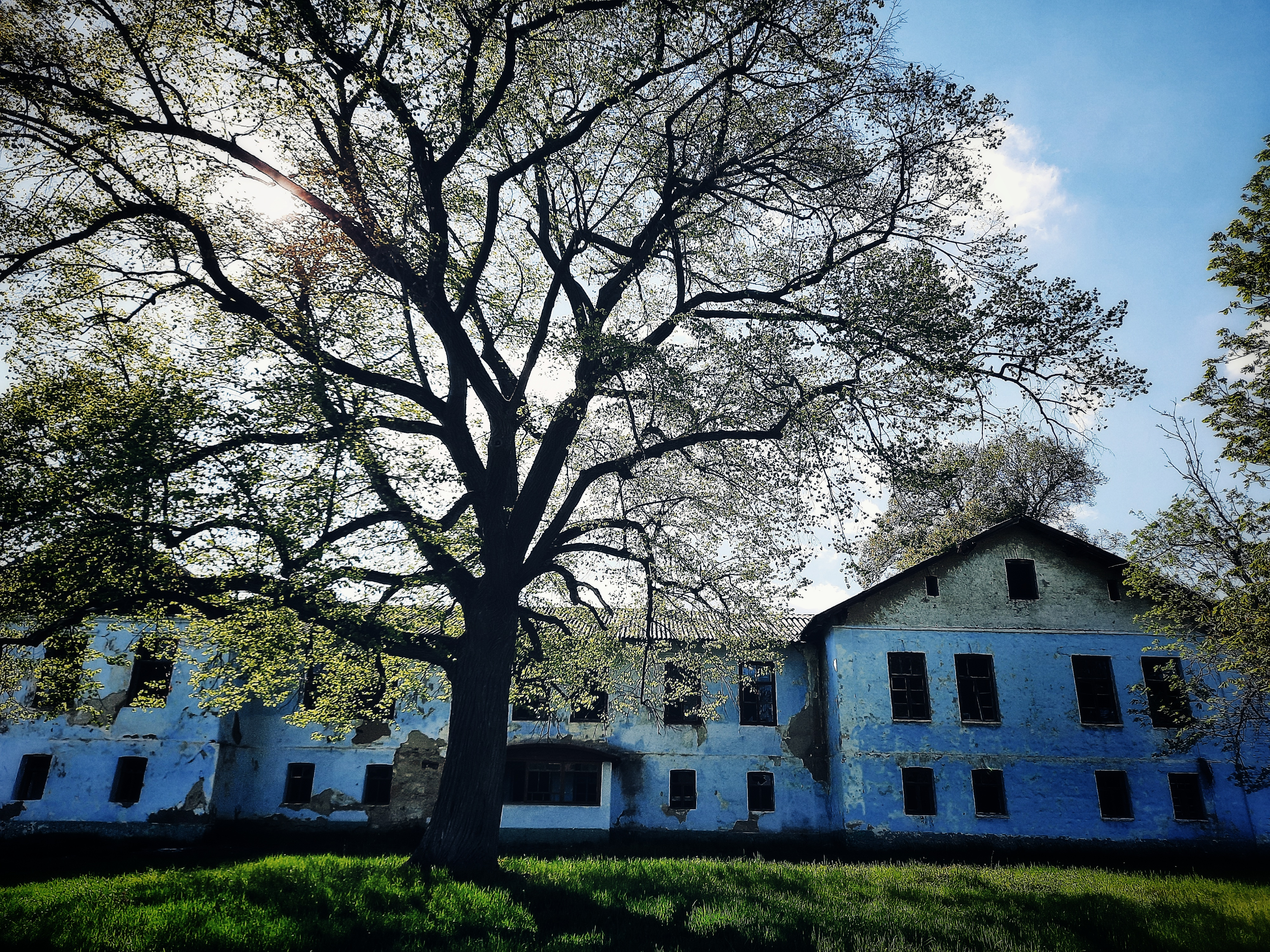
Будинок садиби Росцишевських (травень 2021) Фото: © Taras Zolotavin, CC BY-SA 4.0
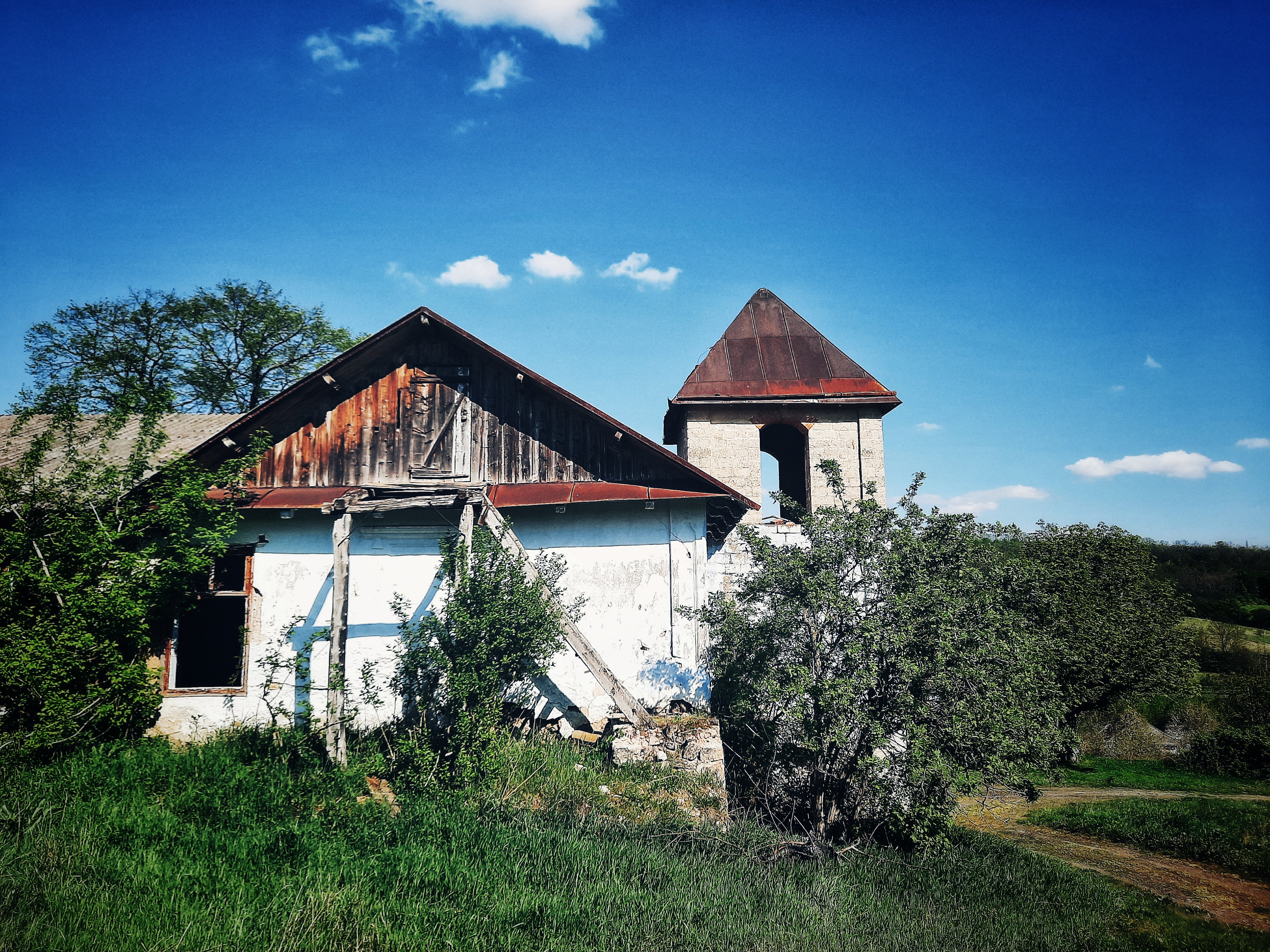
Краєвид на будинок (травень 2021) Фото: © Taras Zolotavin, CC BY-SA 4.0
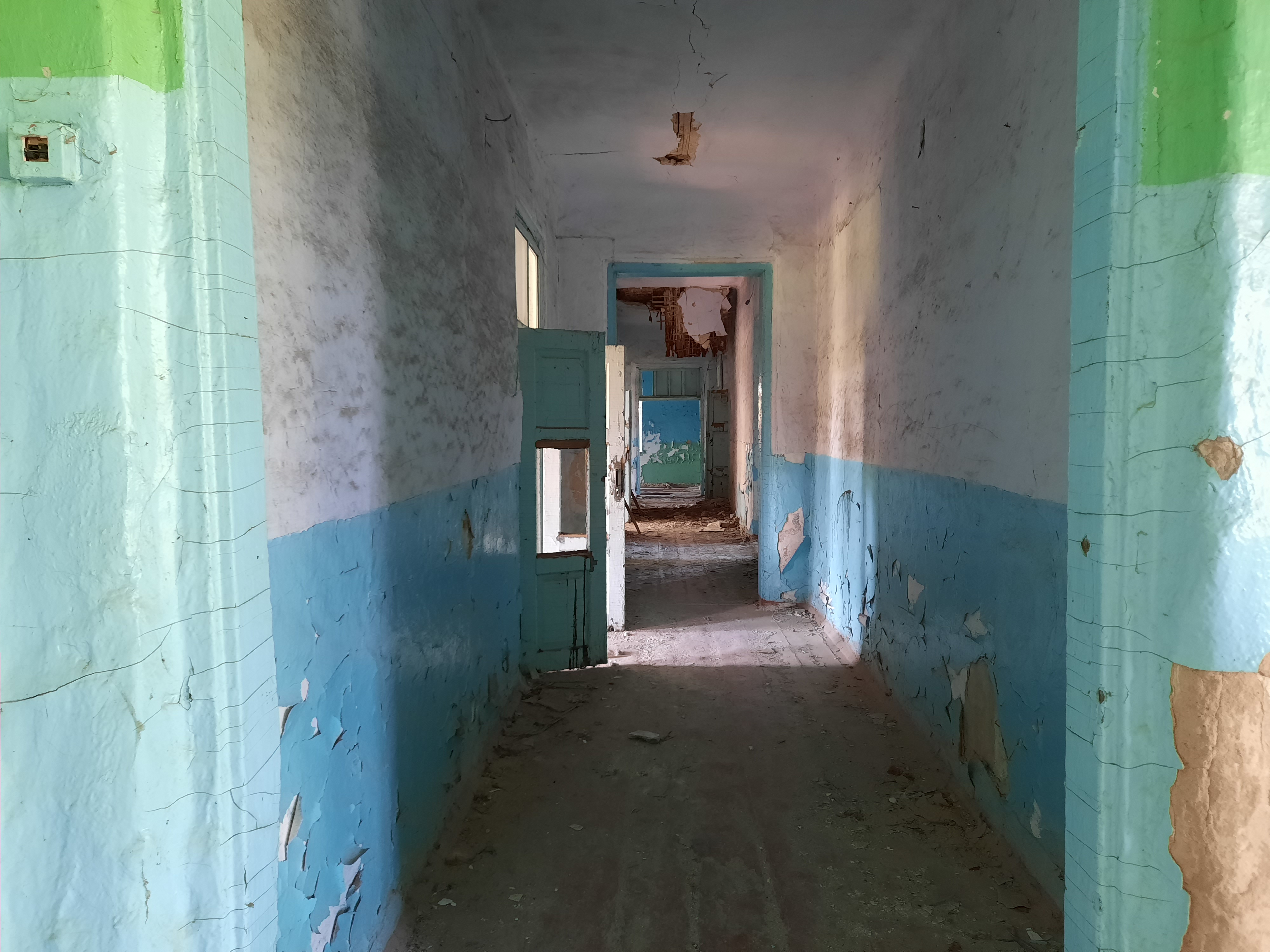
Інтер'єр (травень 2021) Фото: © Taras Zolotavin, CC BY-SA 4.0
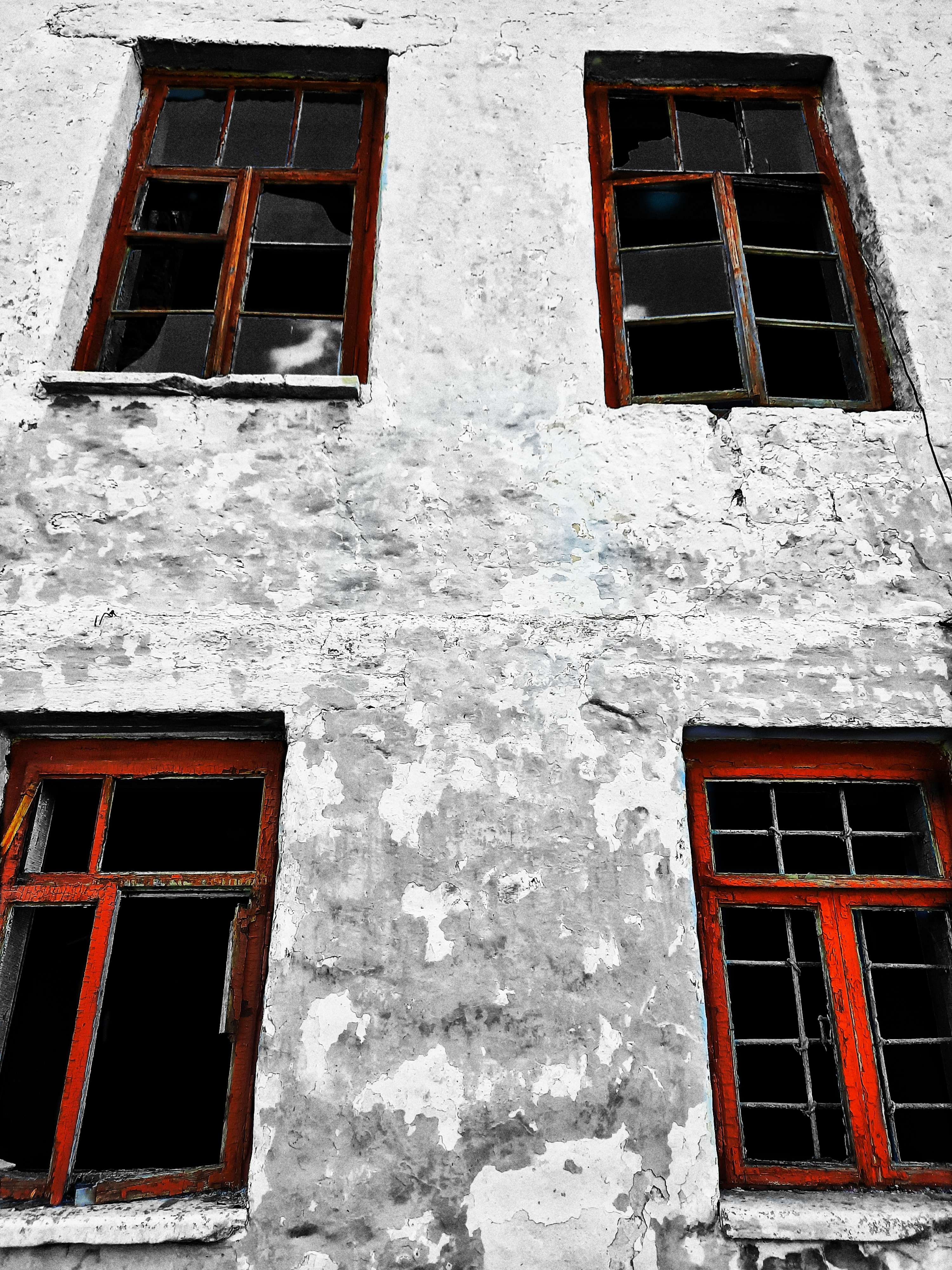
Фасад (травень 2021) Фото: © Taras Zolotavin, CC BY-SA 4.0